# Tanganyika (territoire)
Pour les articles homonymes, voir Tanganyika.
1919–1961
Entités précédentes :
- Afrique orientale allemande

Entités suivantes :
- Tanganyika

Le Tanganyika était un territoire sous mandat, puis sous tutelle britannique d'Afrique de l'Est issu de la scission de la colonie allemande de l'Afrique orientale allemande en 1919 et devenu le Tanganyika indépendant le 9 décembre 1961. Il est finalement devenu en 1964 la Tanzanie actuelle par association avec le Zanzibar.
En 1946, en théorie, il passa sous tutelle de l'ONU, en vue de préparer ce territoire à l'indépendance, mais à cause d'instabilités, son indépendance ne sera pas effective en 1960, mais en 1961. 

## Histoire
De 1884 à 1919 (traité de Versailles), c'est une colonie allemande. Elle passe ensuite sous autorité britannique qui la dote d'une monnaie commune, le shilling est-africain, avec ses autres territoires dans la région, en remplacement de la roupie de l'Afrique orientale allemande (sauf pour Zanzibar). En 1961, le protectorat accède à l'indépendance, deux ans après les premières élections législatives remportées par l'Union nationale africaine du Tanganyika.
En 1920, le Tanganyika passe sous administration britannique. À ce moment, il a peu d'organisation économique ou politique centralisée sur le territoire. Le pays est tropical avec de vastes zones où le manque de précipitations pose un problème pour la subsistance où la mouche tsé-tsé rend l'habitat dangereux. Le Tanganyika a une superficie quatre fois plus grande que la Grande-Bretagne. Il y a trois millions d'habitants qui se déploient dans un éventail de 100 tribus ayant chacune une langue différente. Ces dernières ont un type d'économie de subsistance qui vient d'atteindre le stade monétaire. Le Tanganyika compte peu de villages et pas de villes, et le transport est difficile.
Après une brève période d'administration militaire, le gouvernement civil est introduit et le Tanganyika en tant que tel émerge. Au terme du mandat de la Société des Nations (SDN), le gouvernement de la Couronne britannique gère le territoire. La tâche de la Commission est de superviser la nation souveraine et non d'administrer et de contribuer à la formulation d'une politique au Tanganyika. La Commission est seulement consultative auprès du Conseil de la SDN qui attribue les rôles de la Commission permanente des mandats. La SDN a influencé le domaine de l'éducation, la politique économique, le régime foncier, l'immigration, la défense et les relations raciales au Tanganyika. La Commission ne va pas interférer dans les politiques du territoire : son objectif ultime est d'empêcher que les populations locales soient mal gouvernées.
L'anglais va arriver tardivement dans le pays, surtout après 1922. Avant 1919, l'administration du Tanganyika était en langue allemande, dans le territoire qui correspondait en grande partie à l'Afrique orientale allemande, sans le Rwanda et le Burundi, confiés en 1922 à la Belgique. 
En 1922, l'anglais était quasi-absente au Tanganyika, sauf chez une partie des colons allemands qui savaient parler anglais. En 1913, entre 5 et 10 % de la population du Tanganyika savait parler l'allemand, et le système scolaire colonial allemand était cité en exemple à l'époque. La transition d'une langue coloniale à une autre va être difficile. L'allemand sera maintenu pour l'administration, aux débuts du mandat, en attendant de passer à l'anglais, dans les années 1930. Entre-temps, cette transition va favoriser l'essor du swahili, un dialecte proche de l'arabe, parlé sur la côte. Le swahili deviendra l'une des deux langues officielles lors de l'indépendance du Tanganyika en 1961.